# Raemon Sluiter
Raemon Sluiter (* 13. April 1978 in Rotterdam) ist ein ehemaliger niederländischer Tennisspieler.

## Karriere
Seine höchste Platzierung in der Weltrangliste war Nummer 46 am 24. Februar 2003. Er konnte während seiner Karriere 15 Challenger-Turniere gewinnen, auf der ATP-Tour fünf Finals erreichen, davon drei im Einzel. Sein größter Erfolg dabei war der Finaleinzug in Rotterdam, einem Turnier der International Series Gold. Er wurde dreimal in Folge zum Sportler des Jahres in Rotterdam gewählt. Er beendete seine Karriere Anfang 2008 auf Position 171 in der Weltrangliste.
Im Jahr 2009 kehrte er für das Turnier in ’s-Hertogenbosch auf die ATP-Tour zurück, für das er eine Wildcard erhalten hatte. Er erreichte dort, in der Weltrangliste auf Position 866 platziert, völlig überraschend das Finale, welches er gegen Benjamin Becker verlor. Damit wurde er der am schlechtesten platzierte Spieler, der je ein Finale der ATP-Tour erreicht hat. 2010 beendete er seine Karriere endgültig nach dem Challenger-Turnier in Rhodos.
Nach seiner Zeit als Profi arbeitete er Tennistrainer. Von 2015 bis Oktober 2019 betreute er die niederländische Tennisspielerin Kiki Bertens.

## Erfolge
| Legende (Anzahl der Siege)                       |
| Grand Slam                                       |
| Tennis Masters Cup ATP World Tour Finals         |
| ATP Masters Series ATP World Tour Masters 1000   |
| ATP International Series Gold ATP World Tour 500 |
| ATP International Series ATP World Tour 250      |
| ATP Challenger Tour (15)                         |

### Einzel

#### Turniersiege
| Nr. | Datum             | Turnier          | Belag       | Finalgegner        | Ergebnis         |
| --- | ----------------- | ---------------- | ----------- | ------------------ | ---------------- |
| 1.  | 11. Juli 1999     | Bristol          | Rasen       | Chris Wilkinson    | 6:3, 6:7, 7:6    |
| 2.  | 7. November 1999  | Aachen           | Teppich (i) | David Prinosil     | 2:6, 6:4, 7:64   |
| 3.  | 15. Juli 2001     | Scheveningen (1) | Sand        | Paul-Henri Mathieu | 6:3, 6:4         |
| 4.  | 3. Februar 2002   | Lübeck (1)       | Teppich (i) | Alexander Popp     | 6:2, 3:0 aufgg.  |
| 5.  | 3. März 2002      | Hamburg          | Teppich (i) | Neville Godwin     | 6:1, 6:3         |
| 6.  | 7. April 2002     | Tunis            | Sand        | Mario Radić        | 6:2, 7:5         |
| 7.  | 14. Juli 2002     | Scheveningen (2) | Sand        | Salvador Navarro   | 7:66, 6:73, 7:64 |
| 8.  | 27. Februar 2005  | Lübeck (2)       | Teppich (i) | Alexander Waske    | 7:62, 7:610      |
| 9.  | 27. November 2005 | Prag             | Teppich (i) | Nicolas Thomann    | 6:3, 6:5         |
| 10. | 29. Juli 2007     | Posen            | Sand        | Júlio Silva        | 6:4, 6:3         |

#### Finalteilnahmen
| Nr. | Datum            | Turnier          | Belag         | Finalgegner       | Ergebnis             |
| --- | ---------------- | ---------------- | ------------- | ----------------- | -------------------- |
| 1.  | 24. Juli 2000    | Amsterdam (1)    | Sand          | Magnus Gustafsson | 7:64, 3:6, 6:75, 1:6 |
| 2.  | 17. Februar 2003 | Rotterdam        | Hartplatz (i) | Maks Mirny        | 6:73, 4:6            |
| 3.  | 20. Juli 2003    | Amersfoort (2)   | Sand          | Nicolás Massú     | 4:6, 6:73, 2:6       |
| 4.  | 20. Juni 2009    | ’s-Hertogenbosch | Rasen         | Benjamin Becker   | 5:7, 3:6             |

### Doppel

#### Turniersiege
| Nr. | Datum             | Turnier          | Belag       | Partner          | Finalgegner                              | Ergebnis  |
| --- | ----------------- | ---------------- | ----------- | ---------------- | ---------------------------------------- | --------- |
| 1.  | 5. September 1998 | Belgrad          | Sand        | Nenad Zimonjić   | Ali Hamadeh Johan Landsberg              | 6:4, 6:4  |
| 2.  | 24. Oktober 1998  | Eckental         | Teppich (i) | Tomáš Cibulec    | Barry Cowan Filippo Veglio               | 7:6, 6:3  |
| 3.  | 10. Juli 2004     | Scheveningen (1) | Sand        | Paul Logtens     | Enzo Artoni Juan Pablo Brzezicki         | 6:2, 7:5  |
| 4.  | 14. Juli 2007     | Scheveningen (2) | Sand        | Peter Wessels    | Rohan Bopanna Pablo Cuevas               | 7:66, 7:5 |
| 5.  | 14. August 2009   | Vigo             | Sand        | Thiemo de Bakker | Pedro Clar Rosselló Albert Ramos Viñolas | 7:5, 6:2  |

#### Finalteilnahmen
| Nr. | Datum              | Turnier      | Belag     | Partner        | Finalgegner                 | Ergebnis      |
| --- | ------------------ | ------------ | --------- | -------------- | --------------------------- | ------------- |
| 1.  | 15. September 2002 | Taschkent    | Hartplatz | Martin Verkerk | David Adams Robbie Koenig   | 2:6, 5:7      |
| 2.  | 9. März 2003       | Delray Beach | Hartplatz | Martin Verkerk | Leander Paes Nenad Zimonjić | 5:7, 6:3, 5:7 |